# Camaroglobulus
Camaroglobulus — рід грибів родини Mytilinidiaceae. Назва вперше опублікована 1986 року.

## Класифікація
До роду Camaroglobulus відносять 1 вид:
- Camaroglobulus resinae